# Bryan Russell
Bryan Russell é um Produtor musical americano. Seus créditos incluem artistas como Straylight Run, Envy on the Coast, The Academy Is..., e Anterrabae, ele também trabalhou nos álbuns com Coldplay, Dream Theater, Paul Simon, Blue Wolf e Steely Dan. Bryan começou sua carreira, trabalhando na The Hit Factory após ter se formado no Oberlin College em 2002 à 2005. No mesmo ano, iniciou o seu próprio estúdio, Red Wire Audio.
Atualmente vive e trabalha em Nova York e se casou com Suzie Zeldin das bandas The Narrative e Twin Forks em 27 de Abril de 2014.

## Álbuns produzidos por Bryan Russel
Lista dos álbuns produzidos por Bryan Russell
| Artista/Grupo     | Álbum                                                 | Posição |
| ----------------- | ----------------------------------------------------- | --- |
| Coldplay          | - X&Y                                                 | - Assistant |
| The Narrative     | - The Narrative - Just Say Yes - B-Sides and Seasides | - Produce / Engineer / Mix |
| NGHBRS            | - Twenty One Rooms                                    | - Produce / Engineer / Mix |
| Twin Forks        | - Twin Forks EP - Twin Forks (album)                  | - Mix |
| Heavy English     | - 21 Flights                                          | - Produce / Engineer |
| Avalon Landing    | - Reside                                              | - Produce / Engineer / Mix |
| Volbeat           | - Outlaw Gentlemen and Shady Ladies                   | - Produce / Engineer / Mix |
| Destry            | - Waiting on an Island                                | - Produce / Engineer / Mix |
| Tiny Victories    | - Those of US Still Alive EP                          | - Engineer / Mix |
| Dream Theater     | - Official Bootleg: When Dream And Day Reunite        | - Mix |
| The Damned Things | Ironiclast                                            | - Engineer |
| Paul Simon        | - The Complete Album Collection - Surprise            | - Engineer |
| Straylight Run    | - Prepare to Be Wrong - About Time                    | - Engineer - Producer, Engineer |
| The Academy Is... | - Fast Times at Barrington High                       | - Engineer |
| Anterrabae        | - And Our Heart Beat in Our Fingertips Without Reason | - Mix |
| Dream Theater     | - Official Bootleg: When Dream And Day Reunite        | - Mix |
| Envy on the Coast | - Lucy Gray - Envy on the Coast EP                    | - Additional Personnel, Audio Engineer, Audio Production, Engineer, Glockenspiel, Keyboards, Mixing, Producer - Engineer, Keyboards, Mixing, Producer |